# 보헤미아의 군주 목록
이 문서는 보헤미아의 군주에 관한 목록이다.

## 보헤미아 공작

### 프르셰미슬 왕조
- 보르지보이 1세 (870년 ~ 895년)
- 스피티흐네프 1세 (895년 ~ 915년)
- 브라티슬라프 1세 (915년 ~ 921년)
- 바츨라프 1세 (921년 ~ 929년)
- 볼레슬라프 1세 (935년 ~ 972년)
- 볼레슬라프 2세 (972년 ~ 999년)
- 볼레슬라프 3세 (999년 ~ 1002년)
- 블라디보이 (1002년 ~ 1003년)
- 볼레슬라프 4세 (1003년 ~ 1004년) - 폴란드의 국왕
- 야로미르 (1004년 ~ 1012년)
- 올드르지흐 (1012년 ~ 1033년)
- 야로미르 (복위, 1034년 ~ 1034년)
- 브르제티슬라프 1세 (1035년 ~ 1055년)
- 스피티흐네프 2세 (1055년 ~ 1061년)
- 브라티슬라프 2세 (1061년 ~ 1092년)
- 콘라트 1세 (1092년)
- 브르제티슬라프 2세 (1092년 ~ 1100년)
- 보르지보이 2세 (1100년 ~ 1107년)
- 스바토플루크 (1107년 ~ 1109년)
- 블라디슬라프 1세 (1109년 ~ 1117년)
- 보르지보이 2세 (복위, 1117년 ~ 1120년)
- 블라디슬라프 1세 (복위, 1120년 ~ 1125년)
- 소베슬라프 1세 (1125년 ~ 1140년)
- 블라디슬라프 2세 (1140년 ~ 1172년)
- 베드르지흐 (1172년 ~ 1173년)
- 소베슬라프 2세 (1173년 ~ 1178년)
- 베드르지흐 (복위, 1178년 ~ 1189년)
- 콘라트 2세 (1189년 ~ 1191년)
- 바츨라프 2세 (1191년 ~ 1192년)
- 오타카르 1세 (1192년 ~ 1193년)
- 브르제티슬라프 3세 (1193년 ~ 1197년)
- 블라디슬라프 3세 (1197년)

## 보헤미아의 국왕

### 프르셰미슬 왕조
- 오타카르 1세 (1197년 ~ 1230년)
- 바츨라프 1세 (1230년 ~ 1253년)
- 오타카르 2세 (1253년 ~ 1278년) - 오스트리아 공작
- 바츨라프 2세 (1278년 ~ 1305년) - 폴란드의 국왕
- 바츨라프 3세 (1305년 ~ 1306년) - 폴란드의 국왕, 헝가리의 국왕

### 비왕조 (1306년 ~ 1310년)
- 인드르지흐 코루탄스키 (1306년, 1307년 ~ 1310년) - 케른텐 공작
- 루돌프 1세 (1306년 ~ 1307년) - 오스트리아 공작

### 룩셈부르크 왕조
- 얀 (1310년 ~ 1346년) - 룩셈부르크 백작
- 카렐 4세 (카렐 1세, 1347년 ~ 1378년) - 신성 로마 제국의 황제, 룩셈부르크 백작
- 바츨라프 4세 (1378년 ~ 1419년) - 신성 로마 제국의 황제, 브란덴부르크 선제후, 룩셈부르크 공작
- 지크문트 (1419년 ~ 1437년) - 신성 로마 제국의 황제, 브란덴부르크 선제후, 헝가리의 국왕, 룩셈부르크 공작

### 합스부르크 왕조
- 알브레흐트 (1438년 ~ 1439년) - 로마왕, 오스트리아 공작, 헝가리의 국왕
- 라디슬라프 포흐로베크 (1453년 ~ 1457년) - 오스트리아 공작, 헝가리의 국왕

### 비왕조 (1458년 ~ 1490년)
- 이르지 스 포데브라트 (1458년 ~ 1471년)
  - 마티아시 1세 (마티아시 코르빈) (대립왕, 1469년 ~ 1490년) - 헝가리의 국왕

### 야기에우워 왕조
- 블라디슬라프 2세 (1471년 ~ 1516년) - 헝가리의 국왕
- 루드비크 (1516년 ~ 1526년) - 헝가리의 국왕

## 보헤미아의 국왕 (합스부르크 왕조)

### 합스부르크 왕조
- 페르디난트 1세 (1526년 ~ 1564년) - 신성 로마 제국의 황제
- 막스밀리안 (1564년 ~ 1576년) - 신성 로마 제국의 황제
- 루돌프 2세 (1576년 ~ 1612년) - 신성 로마 제국의 황제
- 마티아시 (1612년 ~ 1619년) - 신성 로마 제국의 황제
  - 프리드리흐 (1619년 ~ 1620년) - 팔츠 선제후
- 페르디난트 2세 (1620년 ~ 1637년) - 신성 로마 제국의 황제
- 페르디난트 3세 (1637년 ~ 1646년) - 신성 로마 제국의 황제
- 페르디난트 4세 (1646년 ~ 1654년) - 로마왕
- 레오폴트 1세 (1657년 ~ 1705년) - 신성 로마 제국의 황제
- 요세프 1세 (1705년 ~ 1711년) - 신성 로마 제국의 황제
- 카렐 2세 (1711년 ~ 1740년) - 신성 로마 제국의 황제
  - 카렐 알베르트 (1741년 ~ 1743년) - 신성 로마 제국의 황제, 바이에른 선제후
- 마리에 테레지에 (1743년 ~ 1780년) - 오스트리아 대공, 헝가리의 여왕

### 합스부르크-로렌 왕조
- 요세프 2세 (1780년 ~ 1790년) - 신성 로마 제국의 황제
- 레오폴트 2세 (1790년 ~ 1792년) - 신성 로마 제국의 황제
- 프란티셰크 1세 (1792년 ~ 1835년) - 신성 로마 제국의 황제, 오스트리아의 황제
- 페르디난트 5세 (1835년 ~ 1848년) - 오스트리아의 황제
- 프란티셰크 요세프 1세 (1848년 ~ 1916년) - 오스트리아의 황제, 헝가리의 국왕
- 카렐 3세 (1916년 ~ 1918년) - 오스트리아의 황제, 헝가리의 국왕